# Lasiocercis truncata
Lasiocercis truncata är en skalbaggsart som först beskrevs av Pierre Lepesme och Jean François Villiers 1944.  Lasiocercis truncata ingår i släktet Lasiocercis och familjen långhorningar.
Artens utbredningsområde är Madagaskar. Inga underarter finns listade i Catalogue of Life.